# 相良守次
相良 守次（さがら もりじ、1903年5月8日 - 1986年11月7日）は、日本の心理学者、東京大学名誉教授。栄典は、正四位・勲三等旭日中綬章。

## 人物
山形県鶴岡市に相良守一の次男として生まれる。荘内中学校を経て、1925年水戸高等学校理科甲類卒業。1929年東京帝国大学文学部心理学科卒業、同文学部副手。1936年成城高等学校教授、1943年東京帝国大学文学部心理学科助教授、1952年同教授。1952年『逆向抑制の心理学的研究』で文学博士。1964年定年退官、名誉教授。1964年東京女子大学文理学部教授、1969年同大学退職。このほか、湘南工科大学、文教大学の各教授を務めた。
1961年から1964年まで日本心理学会会長を務める。1962年から1981年まで日本宇宙航空環境医学会理事、評議員。

## 叙位・叙勲
- 1943年（昭和18年）11月1日 - 正七位[2]
- 1974年（昭和49年）5月4日 - 勲三等旭日中綬章[3]
- 1986年（昭和61年）11月7日 - 正四位[3]

## 親族
- 祖父：相良守典 - 庄内藩士、官吏
- 兄：相良守峯 - 独文学者
- 岳父・小牧健夫

## 著書
- 『日本詩歌のリズム』教育研究会 1931年
- 『國語韻律論』明治書院 1933年
- 『韻律論』岩波書店 1934年
- 『学び方の科学―効果的学習の手引き』羽田書店 1942年
- 『行動と生活環境』弘文堂書房 1942年
- 『記憶とは何か』岩波新書 1950年
- 『心理学』朝日新聞社 1951年
- 『行動の理解―行動と生活環境』牧書店 1951年 (教育科学新書)
- 『学習実験法 人間』中山書店 1953年 (心理学講座)
- 『心理学の話』宝文堂、1953年（NHK教養大学）
- 『生産的思考』中山書店、1953年
- 『現代心理学ノート』河出文庫 1954年
- 『芸術形象の心理 ことばのリズムを中心として 1953年 (牧教育新書)
- 『心理学辞典』弘文堂 1953年 (アテネ文庫)
- 『図解心理学』光文社 1960年
- 『心理学概論』岩波書店 1968年
- 『欲求の心理』岩波書店 1973年(岩波新書)

## 共編著
- 『現代心理學の動向』 増山元三郎、小笠原慈瑛共著 学生書林 1951年
- 『芸術と心理』 中山書店 1957年 (芸術心理学講座)
- 『現代心理学の諸問題』 誠信書房 1961年
- 『現代心理学の諸学説』 岩波書店 1964年
- 『心のはたらき―現代心理学への招待』大日本図書 1961年

### 訳著
- 『心理学における力学説』W.ケェーラー著 岩波書店 1951年
- 『パーソナリティの力学説』K.レヴィン 小川隆共訳 岩波書店 1957年